# Égat
Égat (Catalaans: Èguet) is een gemeente in het Franse departement Pyrénées-Orientales (regio Occitanie) en telt 475 inwoners (2004). De plaats maakt deel uit van het arrondissement Prades.

## Geografie
De oppervlakte van Égat bedraagt 4,5 km², de bevolkingsdichtheid is 105,6 inwoners per km².
De onderstaande kaart toont de ligging van Égat met de belangrijkste infrastructuur en aangrenzende gemeenten.

## Demografie
Onderstaande figuur toont het verloop van het inwonertal (bron: INSEE-tellingen).